# ソーナールガーオン

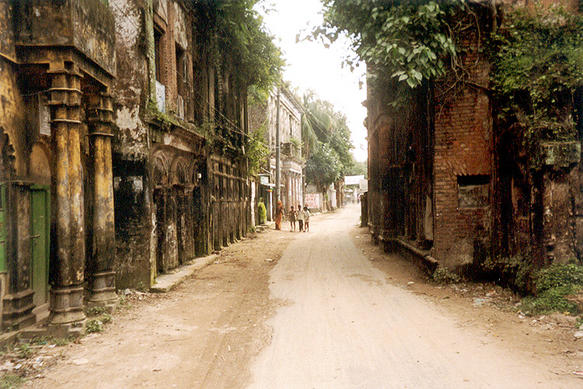
ソーナールガーオンの遺跡

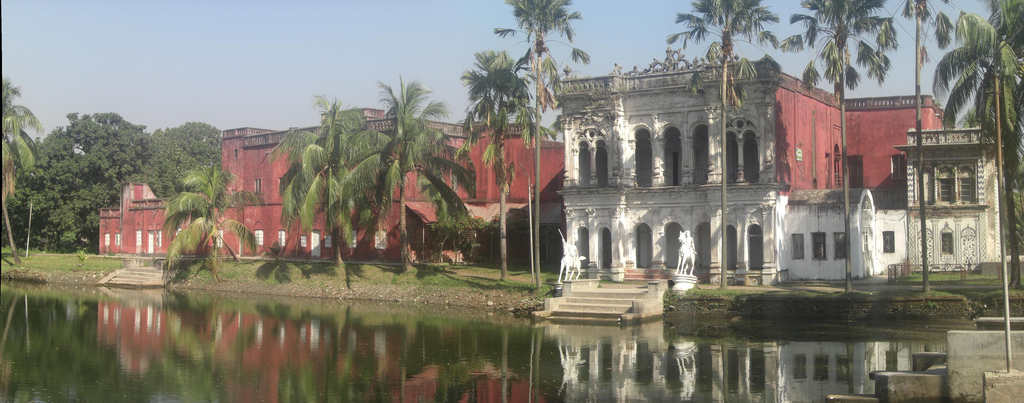
ソーナールガーオンの博物館

ソーナールガーオン（ベンガル語：সোনারগাঁও Sōnārgāon）は、バングラデシュの州、ナラヤンガンジ県にかつて存在した歴史的、行政、商業、海洋の中心地。ガンジス・デルタ地帯に存在し、現在のナラヤンガンジに含まれる。

## 歴史
13世紀末、この地を支配したヒンドゥー王朝がビクラムプルからソーナールガーオンに遷都した。
14世紀初頭、シャムスッディーン・フィールーズ・シャーがソーナールガーオンを占拠した。
1324年、トゥグルク朝のギヤースッディーン・トゥグルクの遠征により、併合される。その後、バフラーム・ハーンがこの地の長官として任命された。
1338年、バフラーム・ハーンの死後、部下のファフルッディーン・ムバーラク・シャーが独立を宣言したが、デリーからの攻撃にあって逃亡した。そののち、ソーナールガーオンを取戻し、東ベンガルは大いに栄えた。イブン・バットゥータもこの地を訪れ、繁栄ぶりを記録している。
1346年、ムバーラク・シャーが死ぬと、ソーナールガーオンはシャムスッディーン・イリヤース・シャーの支配下に入った。